# William Faulkner

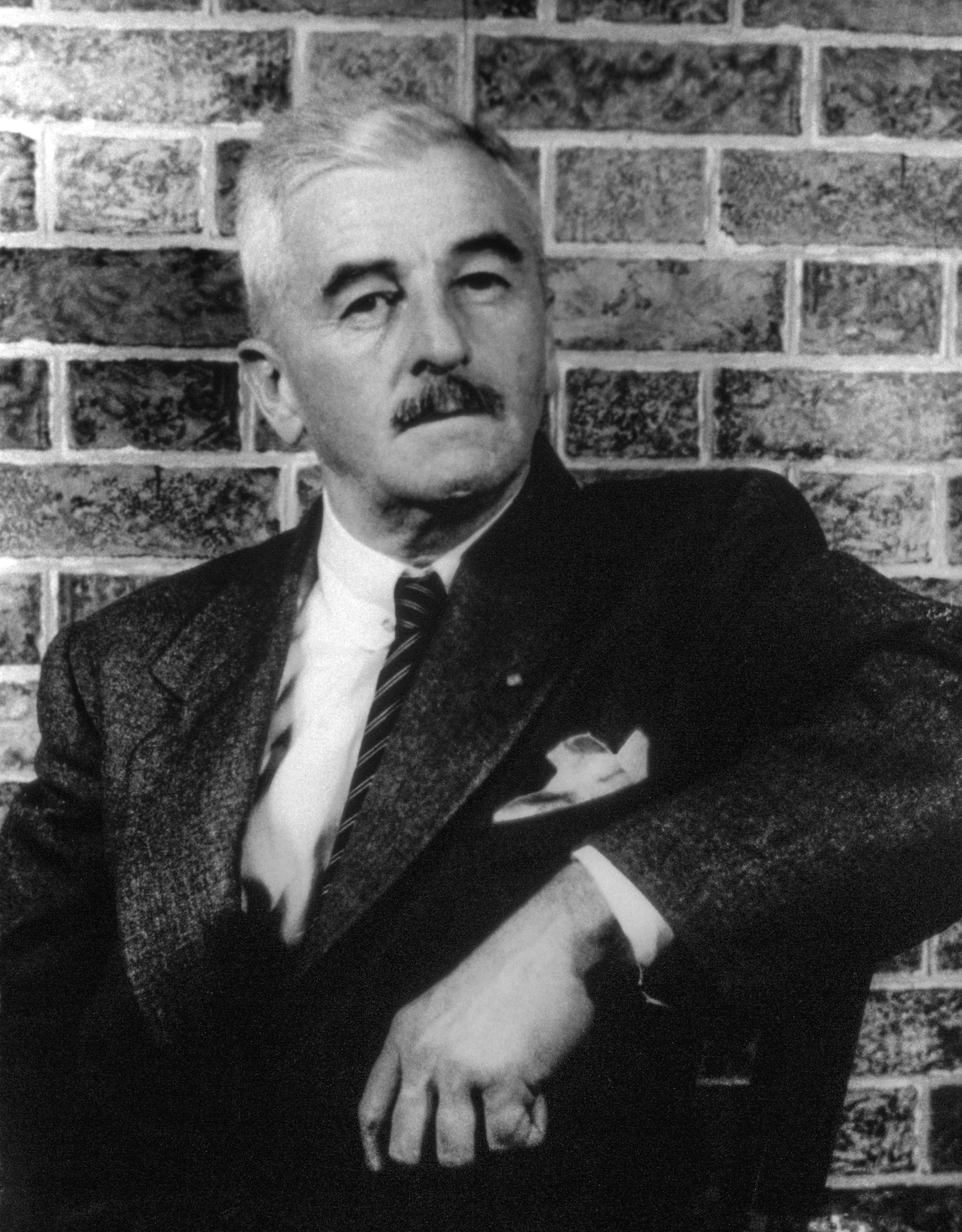
William Faulkner (1954)
Foto: Carl van Vechten

William Cuthbert Faulkner [ˈfɔ̯ːknɛə] (* 25. September 1897 in New Albany, Union County, Mississippi; † 6. Juli 1962 in Byhalia, Mississippi; eigentlich William Cuthbert Falkner) war ein US-amerikanischer Schriftsteller. Faulkner, der 1950 den Nobelpreis für Literatur nachträglich für das Jahr 1949 erhielt, gilt als bedeutendster US-amerikanischer Romancier des 20. Jahrhunderts.
Sein vielschichtiges Gesamtwerk gibt unter anderem „den geistig-kulturellen Untergang des Südens sowie den wachsenden Einfluss skrupelloser Aufsteiger nach dem Bürgerkrieg wieder“, ebenso die Dekadenz ehemals angesehener Südstaatenfamilien und die Gegensätze zwischen weißen und schwarzen Einwohnern. Die meisten seiner Romane und Kurzgeschichten spielen in dem fiktiven Yoknapatawpha County, das von seinem realen Wohnsitz, dem Lafayette County, inspiriert wurde. Faulkner zeichnet sich literarisch durch universelle Symbolik und anspruchsvolle Erzähltechniken wie den Bewusstseinsstrom aus, die er von europäischen Romanciers wie James Joyce, Marcel Proust und Virginia Woolf aufgriff und selbstständig verarbeitete.
Erst mit dem Literaturnobelpreis erlangte Faulkner finanzielle Unabhängigkeit und allgemeine Bekanntheit. Er wurde 1951 (für The Collected Stories of William Faulkner) und 1955 (für Eine Legende) mit dem National Book Award und 1955 (für Eine Legende) und posthum 1963 (für Die Spitzbuben) mit dem Pulitzer-Preis für Belletristik ausgezeichnet. Ferner wurde ihm zweimal der O.-Henry-Preis für Kurzgeschichten verliehen, 1939 für Brandstifter und 1949 für Eine Werbung.

## Leben

### Herkunft

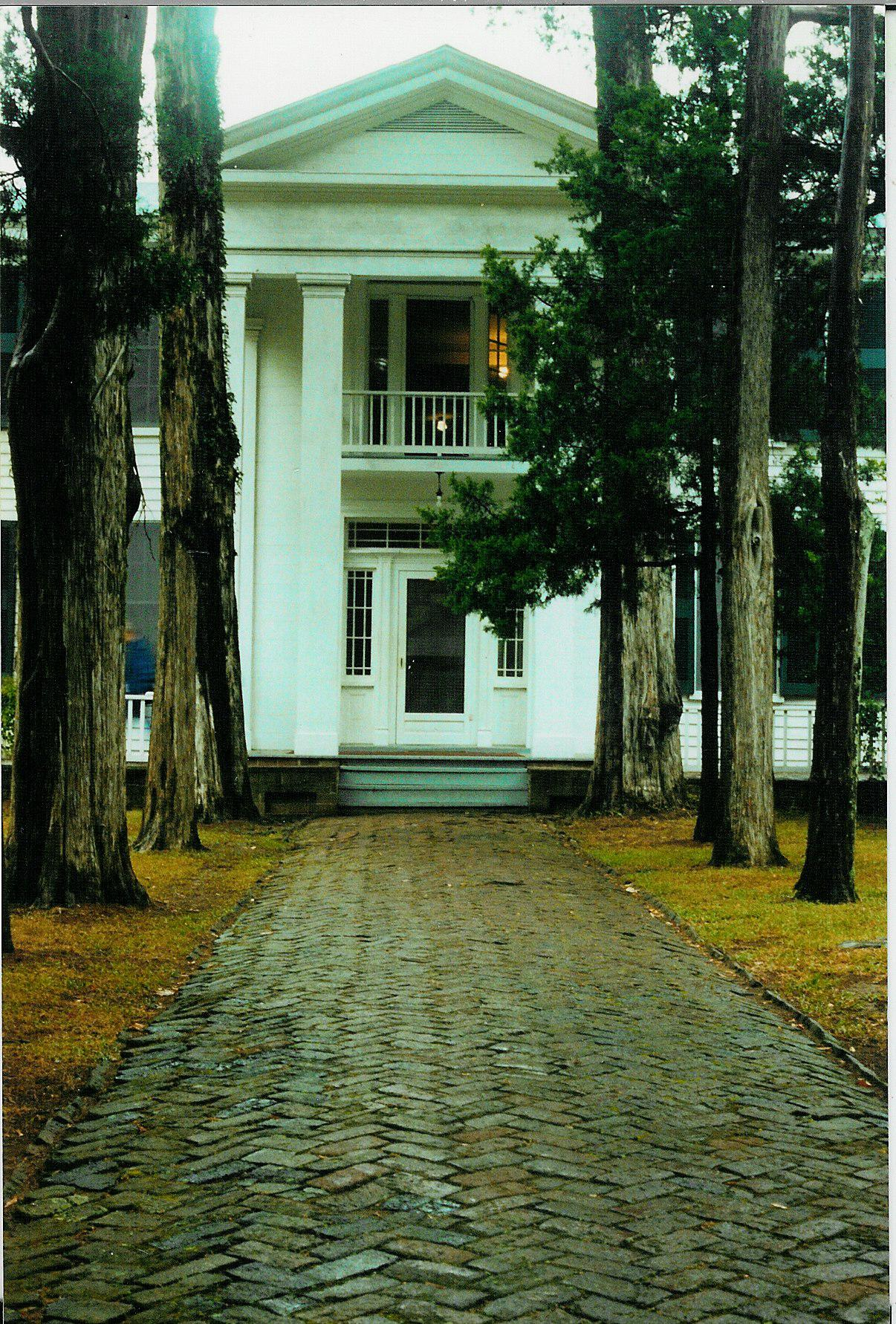
Faulkners Wohnhaus in Oxford (Mississippi)

Faulkners Urgroßvater William Clark Falkner war eine wichtige Persönlichkeit in der Geschichte des Bundesstaates Mississippi und hatte sich 1845 in Ripley, Mississippi, niedergelassen. Er war Colonel in der Armee der Konföderierten und stellte 1861 das zweite Mississippi-Infanterieregiment auf, das er auch befehligte. Falkner gründete eine Eisenbahnlinie und ist Namensgeber des kleinen Ortes Falkner im nahegelegenen Tippah County. Er verfasste Romane und andere Texte und gilt als Vorbild für die Figur des Colonel John Sartoris in mehreren Texten Faulkners. Auf dem Friedhof von Ripley steht heute ein Denkmal des Colonel Falkner.
Auch Faulkners Großvater, John Wesley Thompson Falkner, war einflussreich. Als Jurist, Politiker, Geschäftsmann und Bankier zählte er zu den prominenten Bürgern von Oxford, Mississippi. Zudem hatte er die väterliche Eisenbahnlinie geerbt. Dessen Sohn, der 1870 geborene Murry Cuthbert Falkner, war ein eher erfolgloser und wenig mitteilsamer Geschäftsmann. Murry Falkner betrieb, oft mit väterlicher Unterstützung, unter anderem eine Mühle zur Herstellung von Öl aus Baumwollsamen, eine kleine Eisfabrik, eine Lohnkutscherei sowie einen Eisenwarenhandel. Schließlich fand er eine Stellung in der Verwaltung der University of Mississippi in Oxford. Murry Falkner heiratete Maud Butler. William war der erste von vier Söhnen des Ehepaares. Ab Faulkners fünftem Lebensjahr lebte die Familie in Oxford, das damals rund 2000 Einwohner hatte, von denen etwa die Hälfte Schwarze waren. Oxford ist Verwaltungssitz des Lafayette County.

### Literarisches Schaffen

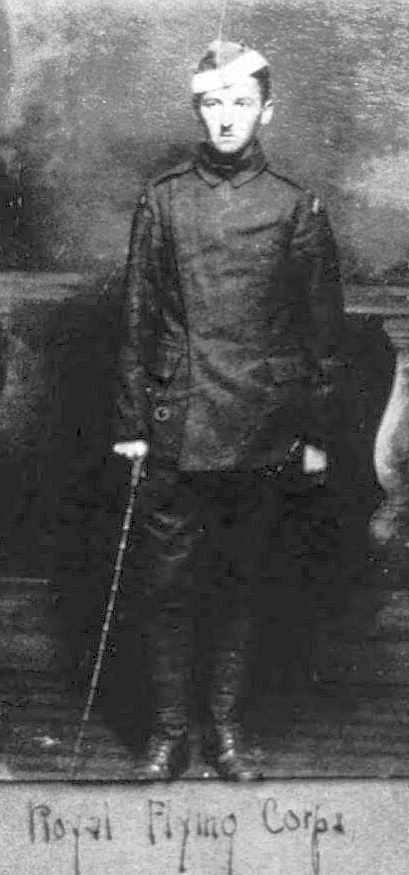
William Faulkner in Toronto (1918)

Die Mutter ermutigte Faulkner zum Lesen, so dass er schon als Kind Werke von William Shakespeare, Joseph Conrad und Honoré de Balzac las. Mit 17 Jahren verließ er ohne Abschluss die Schule. Er erhielt eine Anstellung in der Bank seines Großvaters, begann zu zeichnen und zu schreiben. Bei einer Tätigkeit in einem Waffengeschäft wurde sein Nachname irrtümlich Faulkner geschrieben. Fortan benutzte er diesen Namen. Bei Kriegseintritt der USA in den Ersten Weltkrieg meldete er sich freiwillig zur Luftwaffe, wurde aber abgelehnt, da er nur 1,67 Meter groß war. Erst im Juli 1918 wurde er zum Training der britischen Royal Air Force im kanadischen Toronto zugelassen, wurde aber nicht mehr im Krieg eingesetzt. Anschließend belegte er einige Kurse an der University of Mississippi in Oxford. In der Universitätszeitung The Mississippian veröffentlichte er Zeichnungen, Gedichte und Prosa. Im Herbst 1921 arbeitete er mehrere Monate bei einem Buchhändler in New York. Anschließend übernahm er die Leitung der Poststelle der University of Mississippi, die er bis 1924 innehatte.
1924 erschien sein erstes Buch, der Gedichtband The Marble Faun (Der Marmorfaun). 1925 lebte er einige Monate in New Orleans und lernte dort den Schriftsteller Sherwood Anderson kennen, der ihn zum Schreiben über seine ländliche Heimat animierte. Seinen ersten Roman, Soldiers’ Pay (Soldatenlohn), der von Kriegsereignissen handelt, schloss er im Mai 1925 ab. Kürzere Werke Faulkners wurden regelmäßig in einer Zeitschrift in New Orleans veröffentlicht und später unter dem Titel New Orleans in Buchform veröffentlicht. Im selben Jahr beendete er, zusammen mit seinem Freund William Sprattling, seine Arbeiten an dem Buch Sherwood Anderson and Other Famous Creoles (in etwa: Sherwood Anderson und andere berühmte Kreolen). In dem Buch werden 41 Künstler porträtiert, darunter auch Faulkner und Sprattling selbst. Da in dem Buch Andersons Schreibstil parodiert wird, kündigte Anderson daraufhin Faulkner die Freundschaft auf.
Im Juli 1925 fuhren Faulkner und Sprattling mit einem Frachtschiff nach Italien. Von dort reiste Faulkner über die Schweiz nach Frankreich, wo er sich lange in Paris aufhielt. Im Dezember 1925 kehrte er aus dem Vereinigten Königreich in die USA zurück. Sein nachfolgendes Werk gilt als sein schwächster Roman: Mosquitoes (Moskitos), in dem erneut Künstler porträtiert werden, erschien 1927. Im September 1927 beendete Faulkner seinen ersten Roman, der im Yoknapatawpha County spielt, eine dichterische Nachbildung des Lafayette County. Er erschien 1929 in stark gekürzter Fassung unter dem Titel Sartoris. Die Langfassung erschien erst 1973 als Flags in the Dust (in etwa: Flaggen im Staub). Im Mittelpunkt stehen zwei Kriegsheimkehrer und die Themen Schuld, Moral und Vergangenheit.
Ab 1928 schrieb Faulkner innerhalb von vier Jahren seine vier bekanntesten Romane sowie zahlreiche Kurzgeschichten. Die Romane und fast alle Kurzgeschichten dieser Zeit spielen im Yoknapatawpha County. Im Spätsommer 1928 schloss Faulkner die Arbeiten an The Sound and the Fury (Schall und Wahn) ab. Dieser durch James Joyce beeinflusste Roman erschien 1929 bei Cape & Smith in New York. Die Kritik war überwiegend positiv, die Startauflage von 1000 Exemplaren war jedoch erst nach eineinhalb Jahren verkauft. 1929 heiratete Faulkner Estelle Oldham-Franklin, die er schon lange verehrt hatte und die zuvor mit einem anderen Mann verheiratet gewesen war. Das Eheleben war durch ökonomische Probleme geprägt. So mussten sie in einem Mietshaus leben, und Faulkner nahm eine Arbeit als Aufseher im Heizwerk der Universität an.
Bei dieser Arbeit entstand ein großer Teil seines nächsten Romans, As I Lay Dying (Als ich im Sterben lag), ein Buch über eine Familie, die eine Leiche während eines Mississippi-Hochwassers transportiert. Faulkner brauchte nur sieben Wochen, um den Roman zu vollenden. Der Roman erschien 1930. Einkünfte durch einige Kurzgeschichten wie A Rose for Emily (Eine Rose für Emily) ermöglichten den Faulkners, das Haus Rowan Oak in Oxford zu kaufen, das Faulkner bis zu seinem Tod behielt. Im Mai 1929 stellte Faulkner die erste Version des Romans Sanctuary (Die Freistatt) fertig. Das Buch erschien 1931 und behandelt die weibliche Sexualität und den moralischen Verfall. Das Buch, das für damalige Zeiten recht freizügig war und im Pulp-Fiction-Stil verfasst ist, wurde zum Erfolg und machte Faulkner auch im Vereinigten Königreich und in Frankreich bekannt. Die erste Tochter der Faulkners, Alabama, wurde 1931 geboren und starb neun Tage später. Im August 1932 erschien der Roman Light in August (Licht im August), den er ohne festen Plan begonnen hatte. Er wurde als erstes Werk Faulkners ins Deutsche übersetzt.
1932 schloss er einen Vertrag mit Metro-Goldwyn-Mayer und schrieb fortan Drehbücher für die Filmindustrie in Hollywood. 1933 wurde Faulkners Tochter Jill geboren. Neben den Drehbüchern schrieb er weitere Romane. 1934 begann er mit den Arbeiten an dem Roman Absalom, Absalom!, der 1936 erschien. 1935 erschien der Roman Pylon (Wendemarke), der im Flugplatzmilieu spielt und eine Dreiecksbeziehung zum Thema hat. Pylon erschien als erster Roman Faulkners bei Random House, der auch alle seine weiteren Bücher verlegte. 1938 erschien The Unvanquished (Die Unbesiegten), ein Zyklus von sechs Erzählungen, die ein großer Erfolg waren. Darin erzählt Faulkner die Erlebnisse eines weißen Jungen und seines schwarzen Freundes. Im Folgejahr erschien der Doppelroman Wild Palms – The Old Man (Wilde Palmen – Der Strom). 1940 wurde The Hamlet (Das Dorf), der erste Band der Trilogie über den „Emporkömmling“ Snopes veröffentlicht. Die weiteren Teile erschienen erst 1957 und 1959, The Town (Die Stadt) und The Mansion (Das Haus). Faulkner lebte jetzt in Hollywood. Er verfasste unter anderem das Drehbuch zu den Verfilmungen von Raymond Chandlers The Big Sleep (Tote schlafen fest) und Ernest Hemingways To Have and Have Not (Haben und Nichthaben), beide unter der Regie von Howard Hawks. Mit dessen Sekretärin Meta Carpenter hatte Faulkner eine Affäre.
1942 veröffentlichte Faulkner den Erzählband Go Down, Moses (Das verworfene Erbe, später auf Deutsch unter dem Originaltitel), der aus sieben, teilweise umgeschriebenen, zusammenhängenden Erzählungen bestand. Er hatte aber dennoch finanzielle Probleme. 1944 war in den USA nur noch Sanctuary lieferbar. Faulkner bewarb sich bei der US-Armee, um im Zweiten Weltkrieg mitzukämpfen, wurde aber abgelehnt. 1946 erschien mit Portable Faulkner eine Zusammenstellung früher erschienener Werke. Erst 1948 wurde mit dem Roman Intruder in the Dust (Griff in den Staub) wieder ein neues Buch von ihm veröffentlicht. Dieses wurde zu einem Erfolg, und kurz nach seinem Erscheinen erfolgte die Verfilmung in Faulkners Heimatort Oxford. Die Arbeit des Filmteams trug sehr zu seiner Popularität in Oxford bei – zuvor war Faulkner wegen seiner Bücher von vielen Menschen in den Südstaaten abgelehnt worden. 1949 begann er eine Affäre mit der wesentlich jüngeren Schriftstellerin Joan Williams, der er auch als Ratgeber diente und der zahlreiche Reflexionen Faulkners zu seinem Werk zu verdanken sind.

### Nobelpreis

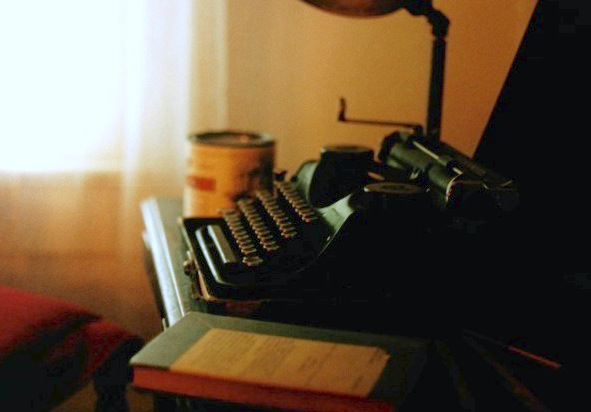
Faulkners Reiseschreibmaschine

1949 war Faulkner Favorit auf den Nobelpreis für Literatur, eine Sperrminorität der Juroren stimmte aber gegen ihn, so dass der Preis vorerst nicht verliehen wurde. Im Folgejahr wurde Faulkner mit einstimmigem Votum der Nobelpreis rückwirkend für das Jahr 1949 zuerkannt. Faulkner brach zu einem Jagdausflug auf und schrieb eine Absage, da er die mit der Verleihung verbundene Öffentlichkeit scheute. Nur mühsam gelang es, ihn umzustimmen. Jill Faulkner begleitete ihn.
Der Preis wurde ihm im Dezember 1950 in Stockholm zusammen mit dem Preisträger des Jahres 1950, Bertrand Russell, überreicht. Der Preis wurde für Faulkners „machtvollen und unabhängigen künstlerischen Beitrag zur neuen Erzählliteratur Amerikas“ verliehen. Bei der Preisverleihung sagte Faulkner unter anderem: 

“I decline to accept the end of man […] Man will not only endure, but prevail …”

„Ich lehne es ab, an das Ende der Menschheit zu glauben […] Die Menschheit wird nicht nur Bestand haben, sondern siegen …“

Der Preis gelte nicht ihm als Person, sondern seinem Werk. Faulkner spendete einen Teil seines Preisgeldes einer Stiftung zur Unterstützung von Nachwuchsautoren, die bis heute den PEN/Faulkner Award for Fiction vergibt. Ein weiterer Teil wurde einer Bank in Oxford vermacht, um Stipendien für die Schulausbildung schwarzer Kinder auszuzahlen.

### Nach dem Nobelpreis
In den Jahren nach der Nobelpreisverleihung wurde Faulkner mitteilsamer. Seine Werke zeigten eine deutlichere moralische Botschaft. Das als Drama verfasste Requiem for a Nun (Requiem für eine Nonne) ist die Fortsetzung von Freistatt und hat die Sittlichkeit des Menschen zum Thema. Das 1953 nach langer Zeit fertiggestellte A Fable (Eine Legende) handelt von französischen Soldaten im Ersten Weltkrieg. 1954 wurde das Buch veröffentlicht. 1957 und 1958 war Faulkner „Writer in Residence“ an der University of Virginia in Charlottesville, wo auch seine Tochter lebte. Seinen letzten Roman, The Reivers (Die Spitzbuben), schrieb er 1961 innerhalb weniger Wochen.
Am 17. Juni 1962 stürzte Faulkner bei einem Reitausflug. Am 5. Juli kam er in eine Klinik und starb dort am Folgetag an einem Herzinfarkt, der auf eine Thrombose als Folge des Reitunfalls zurückgeführt wurde. Er wurde auf dem Saint Peter Cemetery in Oxford beigesetzt.
Seine Ehefrau Estelle Faulkner starb 1973. Seine Tochter Jill Faulkner verkaufte daraufhin Rowan Oak, in dem ein Faulkner-Museum eingerichtet wurde. Sie heiratete und hieß fortan Jill Faulkner Summers. Sie starb 2008.

## Stil und Inhalt
Faulkners Werke sind geprägt durch komplexe Konstruktionen, etwa wechselnde Erzählperspektiven und durch einen nichtchronologischen Handlungsablauf. Er verwendet die Technik des Bewusstseinsstroms. Die Sätze sind oft verschachtelt und zeigen eine sorgfältige, oft unkonventionelle Beachtung von Diktion und Sprachrhythmus. Diese Stilmittel verbindet er mit einer emotionalen, oft auch ironisch oder tragikomisch gefärbten Darstellung der Geschichte des Südens der USA, die weit in die Vergangenheit zurückreicht – exemplarisch dargestellt am Beispiel eines Countys. Zahlreiche seiner Romanfiguren tauchen in unterschiedlichen Werken auf, so dass seine Romane und Erzählungen, die im Yoknapatawpha County spielen, sowohl hinsichtlich der dargestellten Geschehnisse als auch der darin beschriebenen Figuren eine dichte Beschreibung dieses Landstrichs darstellen, die in der Weltliteratur einmalig ist.

## Persönliches
Faulkner galt als schwieriger, wenig mitteilsamer Charakter. Zu seinen Interessen gehörte das Fliegen. Daneben unternahm er häufig Reit- und Jagdausflüge und arbeitete an seinem Haus. Sein Alkoholkonsum war hoch, und er musste sich zahlreichen Entziehungskuren unterziehen. Jedoch trank er kaum während seiner Schaffensperioden. Neuerungen gegenüber war er skeptisch eingestellt. So schaffte er sich lange kein Radio an und zögerte auch den Kauf eines Autos hinaus. Politische Neuerungen wie den New Deal Franklin D. Roosevelts lehnte er ebenfalls ab. 
Zugleich war er in einer der zentralen Fragen der Südstaaten, der Frage des Verhältnisses zwischen Weißen und Schwarzen, liberal eingestellt. Er beurteilte eine mögliche Integration der Schwarzen mit Skepsis, trat aber für eine vollständige Gleichberechtigung ein. Nach dem Gewinn des Nobelpreises wurde er mitteilsamer und legte häufiger Rechenschaft über seine Tätigkeit ab.

## Wirkung im deutschsprachigen Raum
Faulkners Werke waren in Deutschland in der Zeit des Nationalsozialismus nicht verboten. Bereits 1935 erschien die Übersetzung Licht im August im Rowohlt-Verlag, begeistert aufgenommen von Gottfried Benn. Vor dem Krieg erschienen Wendemarke (1936) und Absalom, Absalom! (1938). Größere Wirkung entfaltete Faulkner bei der deutschen Leserschaft jedoch erst in der Nachkriegszeit: seine Arbeit beeinflusste wesentlich das Schaffen Heinrich Bölls, Alfred Anderschs, Uwe Johnsons und  Peter Handkes. Neben Ausgaben in der Bundesrepublik Deutschland und der Schweiz wurde sein Werk auch in der DDR verlegt.

## Auszeichnungen
- William-Dean-Howells-Medaille 1945
- Nobelpreis für Literatur 1950 (rückwirkend für 1949)
- Pulitzer-Preis 1955 für A Fable und 1963 (postum) für The Reivers
- National Book Award 1951 für Collected Stories und 1955 für A Fable
- O.-Henry-Preis für Barn Burning (Brandstifter) 1939 und A Courtship (Eine Werbung) 1949

Ab 1939 war Faulkner Mitglied der American Academy of Arts and Letters.

## Werke

### Romane mit englisch- und deutschsprachiger Erstausgabe
- Soldiers’ Pay (1926), dt.: Soldatenlohn, Rowohlt (1958)
- Mosquitoes (1927), dt.: Moskitos, Rowohlt (1960)
- Sartoris (1929), dt.: Sartoris, Rowohlt (1961)
- The Sound and the Fury (1929), dt.: Schall und Wahn, Scherz & Goverts/Fretz & Wasmuth (1956)
- As I Lay Dying (1930), dt.: Als ich im Sterben lag, Scherz & Goverts/Fretz & Wasmuth (1961)
- Sanctuary (1931), dt.: Die Freistatt, Artemis (1951)
- Light in August (1932), dt.: Licht im August, Rowohlt (1935)
- Pylon (1935), dt.: Wendemarke, Rowohlt (1936)
- Absalom, Absalom! (1936), dt.: Absalom, Absalom!, Rowohlt (1938)
- The Wild Palms/The Old Man oder If I Forget Thee Jerusalem (1939), dt.: Wilde Palmen und Der Strom, Scherz & Goverts (1957)
- The Hamlet (1940), dt.: Das Dorf, Goverts/Fretz & Wasmuth (1957) – 1. Teil der „Snopes-Trilogie“
- Intruder in the Dust (1948), dt.: Griff in den Staub, Scherz & Goverts/Fretz & Wasmuth (1951)
- Requiem for a Nun (1951), dt.: Requiem für eine Nonne, Scherz & Goverts (1956)
- A Fable (1954), dt.: Eine Legende, Scherz & Goverts/Fretz & Wasmuth (1955)
- The Town (1957), dt.: Die Stadt, Goverts/Fretz & Wasmuth (1958) – 2. Teil der „Snopes-Trilogie“
- The Mansion (1960), dt.: Das Haus, Goverts/Fretz & Wasmuth (1960) – 3. Teil der „Snopes-Trilogie“
- The Reivers (1962), dt.: Die Spitzbuben, Goverts/Fretz & Wasmuth (1963)
- Flags in the Dust (1973)

### Erzählbände
- Sherwood Anderson and Other Famous Creoles (1926)
- These 13 (1931) darin u. a.enthalten: Eine Rose für Emily, Dürrer September, That Evening Sun, Red Leaves
- The Unvanquished (1938), dt.: Die Unbesiegten, Scherz & Goverts/Fretz & Wasmuth (1954)
- Go Down, Moses (1942), dt. teilweise: Das verworfene Erbe, Scherz & Goverts (1964)
- Collected Stories (1950), dt.: Erzählungen in drei Bänden, Goverts (1962), darin u. a. enthalten Barn Burning (1939)

### Gedichtbände
- The Marble Faun (1924)
- A Green Bough (1933), dt. in anderer Zusammenstellung: Ein grüner Zweig, Goverts/Fretz & Wasmuth (1957)

#### Weitere deutschsprachige Erstausgaben von Erzählbänden
- Der Bär, Forum-Verlag (1955) / Insel (Leipzig 1969)
- Sieg in den Bergen, Langen-Müller (1956)
- Jagdglück, Arche (1956)
- Scheckige Mustangs, Insel (Wiesbaden 1956 – Insel-Bücherei 623/1)
- Abendsonne, Piper (1956)
- New Orleans, Goverts (1962)
- Der Springer greift an, Goverts (1963) / Volk und Welt (1972)
- Der große Wald, Fretz & Wasmuth (1964)
- Dürrer September und acht andere Erzählungen, diogenes (1968)
- Der Wunschbaum, Fretz & Wasmuth (1969)
- Meistererzählungen, Goverts (1970)
- Gesammelte Erzählungen, fünf Bände, diogenes (1972), auch als Brandstifter/Eine Rose für Emily/Rotes Laub/Sieg im Gebirge/Schwarze Musik, diogenes (1978)
- Dürrer September, Volk und Welt (1980)
- Vater Abraham, übersetzt von Rudolf Hermstein, S. Fischer, Frankfurt am Main 1987
- Der Baum mit den bitteren Feigen, diogenes (1980)
- Franky und Johnny, diogenes (1992)

### Weitere Bücher
- Briefe, diogenes (1980)

### Arbeiten als Drehbuchautor
- 1932: Ring frei für die Liebe (Flesh) – Regie: John Ford – ungenannte Mitarbeit Faulkners am Drehbuch nach Edmund Gouldings Vorlage
- 1933: Today We Live – Regie: Howard Hawks – Beteiligung am Drehbuch nach seiner Kurzgeschichte Turnabout
- 1934: Lazy River – Regie: George B. Seitz – Kleinere Beteiligung am Drehbuch
- 1936: The Road to Glory – Regie: Howard Hawks – Drehbuch
- 1937: Das Sklavenschiff (Slave Ship) – Regie: Tay Garnett – Entwicklung der Originalgeschichte für Lamar Trottis Drehbuch
- 1938: Vier Mann – Ein Schwur (Four Men and a Prayer) – Regie: John Ford – kleinere Beteiligung am Drehbuch
- 1938: Submarine Patrol – Regie: John Ford – Drehbuch (bereits 1936 verfasst)
- 1938: Aufstand in Sidi Hakim (Gunga Din) – Regie: George Stevens – kleinere Mitarbeit Faulkners am Drehbuch nach Rudyard Kiplings Roman
- 1939: Trommeln am Mohawk (Drums Along the Mohawk) – Regie: John Ford – ungenannte Mitarbeit Faulkners am Drehbuch nach Walter D. Edmonds’ Roman
- 1943: In die japanische Sonne (Air Force) – Regie: Howard Hawks – ungenannte Mitarbeit Faulkners an Dudley Nichols’ Drehbuch
- 1943: Spion im Orientexpress (Background to Danger) – Regie: Raoul Walsh – kleinere Beteiligung am Drehbuch
- 1943: Blutiger Schnee (Northern Pursuit) – Regie: Raoul Walsh – kleinere Beteiligung am Drehbuch
- 1944: Haben und Nichthaben (To Have and Have Not) – Regie: Howard Hawks – Drehbuch von Faulkner nach Ernest Hemingways Roman
- 1945: God Is My Co-Pilot – Regie: Howard Hawks – kleinere Beteiligung am Drehbuch
- 1945: Der Mann aus dem Süden (The Southener) – Regie: Jean Renoir – kleinere Beteiligung am Drehbuch nach George Sessions Perrys Roman
- 1945: Solange ein Herz schlägt (Mildred Pierce) – Regie: Michael Curtiz – ungenannte Mitarbeit von Faulkner am Drehbuch
- 1946: Tote schlafen fest (The Big Sleep) – Regie: Howard Hawks – Drehbuch von Faulkner nach Raymond Chandlers Roman
- 1947: Das tiefe Tal (The Deep Valley) – Regie: Jean Negulesco – ungenannte Mitarbeit Faulkners am Drehbuch nach Dan Totherohs Vorlage
- 1948: Die Liebesabenteuer des Don Juan (Adventures of Don Juan) – Regie: Vincent Sherman – kleinere Beteiligung am Drehbuch
- 1955: Land der Pharaonen (Land of the Pharaohs) – Regie: Howard Hawks – Drehbuch (gemeinsam mit Harold Jack Bloom)

## Verfilmungen von Faulkner-Werken
- 1933: The Story of Temple Drake – Regie: Stephen Roberts – Vorlage: Roman Die Freistatt
- 1933: Today We Live – Regie: Howard Hawks – Vorlage: Kurzgeschichte Turnabout (Faulkner selbst Drehbuchautor)
- 1949: Griff in den Staub (Intruder in the Dust) – Regie: Clarence Brown – Vorlage: Roman Intruder in the Dust
- 1957: Duell in den Wolken (The Tarnished Angels) – Regie: Douglas Sirk – Vorlage: Roman Wendemarke
- 1958: Der lange heiße Sommer (The Long, Hot Summer) – Regie: Martin Ritt – Zusammensetzung mehrerer Werke
- 1959: Fluch des Südens (The Sound and the Fury) – Regie: Martin Ritt – Vorlage: Roman Schall und Wahn
- 1961: Geständnis einer Sünderin (Sanctuary) – Regie: Tony Richardson – Vorlage: Romane Die Freistatt und Requiem for a Nun
- 1965: The Long, Hot Summer (Fernsehserie, 27 Folgen) – Entwicklung: Dean Riesner – Zusammensetzung mehrerer Werke
- 1969: Der Gauner (The Reivers) – Regie: Mark Rydell – Vorlage: Roman Die Spitzbuben
- 1972: Heute und morgen und in alle Ewigkeit (Tomorrow) – Regie: Joseph Anthony – Vorlage: Kurzgeschichte Tomorrow
- 1985: Flammender Sommer (The Long, Hot Summer) – Regie: Stuart Cooper – Remake von Der lange, heiße Sommer
- 1997: Der Strom (William Faulkner’s Old Man) – Regie: John Kent Harrison – Vorlage: Roman The Wild Palms
- 2003: Two Soldiers – Regie: Aaron Schneider – Vorlage: Kurzgeschichte Two Soldiers
- 2013: Als ich im Sterben lag (As I Lay Dying) – Regie: James Franco – Vorlage: Roman Als ich im Sterben lag
- 2014: The Sound and the Fury – Regie: James Franco – Vorlage: Roman Schall und Wahn

Faulkner bezeichnete sich selbst nicht als begeisterten Kinogänger, fand aber für die Verfilmungen Griff in den Staub (1949) und Duell in den Wolken (1957) lobende Worte.